# Monumento a Pietro Leopoldo
Il monumento a Pietro Leopoldo è una statua in marmo, scolpita da Domenico Andrea Pelliccia e situata a Livorno, in piazza San Jacopo in Acquaviva.

## Storia
Nel 1768 venne affidato all’architetto militare Innocenzo Fazzi da Portoferraio il progetto di costruzione del terzo lazzeretto di Livorno, quello di San Leopoldo; ne seguì i lavori e ne divenne in seguito il primo capitano. Tale fabbrica, fortemente voluta dal granduca e dedicata a un santo di cui portava il nome, suscitò grande interesse, tanto da essere definita fra le costruzioni “la più vasta e benintesa di ogni altra in Europa”. Le vicende della statua si collocano alcuni anni dopo l’inizio dei lavori, quando nell’aprile del 1773 venne presentata al granduca Pietro Leopoldo la proposta del governatore di Livorno, Filippo Bourbon Del Monte, di porre una sua effigie all’interno del lazzeretto, poi accettata con delibera l’8 maggio dello stesso anno.
A distanza di poco più di un anno, una missiva inviata l’8 settembre 1774 da Fazzi al governatore riporta che la nicchia “eretta in fondo alla gran corsia della fabbrica” disegnata dall’architetto era stata ultimata e che per tale ragione l’architetto del lazzeretto, artefice del progetto complessivo, si era caricato dell’onere di presentare un “delineamento in lapis” della statua del sovrano, per valutare “l’attitudine” che essa avrebbe dovuto avere.  Pochi giorni dopo, il 12 settembre, il disegno della statua del Fazzi veniva accettato e l’architetto autorizzato a individuare i possibili scultori che avrebbero potuto adempiere alla commissione in marmo. Secondo l’avveduto consiglio di Pietro Leopoldo, ogni artista avrebbe dovuto presentare un modello in creta e una dettagliata distinta dei prezzi e delle modalità di esecuzione, che poi sarebbero pervenuti al governatore di Livorno e all’attenzione del granduca, dando di fatto vita a una sorta di “concorso” artistico. 
Al concorso presero parte tre artisti; il giovane scultore belga Gilles-Lambert Godecharle,“sussidiato dalla munificenza di S.A.R. il Duca Carlo di Lorena, Governatore della Fiandra austriaca” grazie a cui si “esercitava nell’Accademia di Scultura di Carrara”; l’abate Giovanni Antonio Cybei, primo direttore, dal 1769 fino alla morte, dell’Accademia delle Belle Arti di Carrara; Domenico Andrea Pelliccia, scultore carrarese appartenente a una conosciuta famiglia di artisti.
È il modello di Domenico Andrea Pelliccia che più convinse Fazzi: fu giudicato di “sufficiente grandezza” e corrispondente “perfettamente, nell’attitudine e mossa prescritta col sopracitato lineamento in lapis” ed “eseguito con le vere e giuste proporzioni”. 
Solamente nel 1776 la statua fu innalzata nella nicchia preparata dal Fazzi, sistemata in fondo al viale che separava le tettoie adibite allo sciorino delle merci, dove rimase per quasi un secolo e mezzo.
Negli ultimi decenni del XIX secolo le strutture del lazzeretto, nel frattempo caduto in disuso, vennero più volte rimaneggiate, cambiandone la destinazione d’uso, inizialmente per ospitare detenuti e una caserma e successivamente per ingrandire gli spazi della nuova Accademia navale. Con ogni probabilità, la statua e la nicchia furono smontate intorno al 1915, e riallestite nel 1927 nell'attuale collocazione.
L’opera fu quindi allestita scenograficamente come raccordo fra la chiesa di San Jacopo e la palazzina, oggi foresteria, dell’Accademia Navale. In quell’occasione il complesso fu cambiato: l’opera non era più incorniciata solamente dalla nicchia e dai pilastri, ma ripensata all’interno di una grande edicola in cemento, dove alcuni elementi decorativi come i leoni venivano riposizionati.
Da quel momento è iniziata una nuova storia conservativa poco felice per la statua: se la nuova disposizione rispondeva a un gusto scenografico, l’effigie del sovrano veniva così lasciata al degrado causato dalle intemperie e dal vandalismo. Nel 2020 grazie all'interesse del comitato "Il gioiello dimenticato" che ha promosso una raccolta fondi, la statua viene restaurata.

## Descrizione
La nicchia originale, pur conservandosi, è stata inserita in un complesso più grande, dove il corpo centrale ha subito anch’esso alcuni cambiamenti: è stata innalzata con l’aggiunta di una cimasa decorata con stemmi, mentre i pilastri che scandivano la nicchia, un tempo sormontati da leoni acroteri, con mattoni a vista, oggi invece sono rivestiti di marmo. La nicchia è stata inserita in una grande edicola a forma di esedra, riallestita quando la statua è stata spostata nella piazza di San Jacopo, e che va così a raccordare con le sue linee la chiesa di San Jacopo con l’edificio della palazzina dell’Accademia. L’esedra termina con due pilastri, su cui sono stati ricollocati i leoni: uno innalza le insegne del granduca, composte dai punti dell’arme dei Lorena e di Toscana, rispettivamente recanti le aquile imperiali e le sei palle, bipartite dalla fascia d’Austria, mentre l’altro reca l’iscrizione "FIDES" attorniata dalle croci dell’Ordine di Santo Stefano. I pilastri terminali sono poi raccordati al corpo centrale attraverso delle volute.
Acclusa alla struttura è anche la sontuosa corona che è posta a poca distanza dalla testa del sovrano. Il tutto è coronato da una cornice mistilinea che presenta vari motivi decorativi. Il complesso come si presenta oggi è decisamente più scenografico della sobria nicchia originale e le parti posticce sono state in gran parte realizzate in cemento. Il piedistallo convesso su cui poggia la statua ospita un’epigrafe celebrativa che recita: 
Petrus leopoldus archidux austriae magnus dux etruriae ad salutem tuendam in maximo etiam contagionis discrimine aere insumptus publicos congesto loemocomium amplissimum excisis scopulis excitavit p.a.d. mdcclxxiv
Sopra il basamento si erge l’effigie marmorea del granduca Pietro Leopoldo di Lorena abbigliato da condottiero romano, mentre sfoggia sul petto la croce di Santo Stefano, denotandolo come Gran Maestro dell’Ordine. Pietro Leopoldo indossa anche l’insegna del Toson d’Oro, antichissimo ordine cavalleresco, divenuto con il tempo privilegio della casa d’Asburgo e di diritto imperiale.